# Viêm tai trong
Viêm tai trong, còn được gọi là viêm dây thần kinh tiền đình, là viêm của vùng tai trong. Nó dẫn đến một cảm giác thế giới quay cuồng và cũng có thể mất thính giác hoặc ù tai. Nó có thể xảy ra như một cuộc tấn công duy nhất, một loạt các cuộc tấn công hoặc một tình trạng dai dẳng giảm dần trong ba đến sáu tuần. Nó có thể liên quan đến buồn nôn, nôn và chứng giật nhãn cầu mắt.
Nguyên nhân thường không rõ ràng. Nó có thể là do virus, nhưng nó cũng có thể phát sinh do nhiễm vi khuẩn, chấn thương đầu, căng thẳng cực độ, dị ứng hoặc do phản ứng với thuốc. 30% những người bị ảnh hưởng đã bị cảm lạnh thông thường trước khi phát bệnh. Viêm tai trong do vi khuẩn hoặc virus có thể gây mất thính lực vĩnh viễn trong những trường hợp hiếm gặp. Điều này dường như là kết quả của sự mất cân bằng đầu vào nơ ron giữa hai tai trong bên trái và bên phải.
Viêm dây thần kinh tiền đình ảnh hưởng đến khoảng 35 người mỗi triệu mỗi năm. Nó thường xảy ra ở những người từ 30 đến 60 tuổi. Không có sự khác biệt đáng kể về giới tính.

## Dấu hiệu và triệu chứng
Triệu chứng chính của viêm tai trong là chóng mặt nghiêm trọng. Chuyển động mắt nhanh và không mong muốn (chứng giật nhãn cầu) thường xuất phát từ dấu hiệu không chính xác của chuyển động quay. Buồn nôn, lo lắng và cảm giác ốm nói chung là phổ biến do các tín hiệu cân bằng bị bóp méo mà não nhận được từ tai trong.

## Nguyên nhân
Một số người sẽ báo cáo bị nhiễm trùng đường hô hấp trên (cảm lạnh thông thường) hoặc cúm trước khi xuất hiện các triệu chứng viêm thần kinh tiền đình; những người khác sẽ không có triệu chứng virus trước cuộc tấn công chóng mặt.
Một số trường hợp viêm dây thần kinh tiền đình được cho là do nhiễm trùng hạch tiền đình do virus herpes đơn dạng kiểu 1 gây ra. Tuy nhiên, nguyên nhân của tình trạng này vẫn chưa được hiểu đầy đủ và trên thực tế, nhiều loại virus khác nhau có thể có khả năng lây nhiễm vào dây thần kinh tiền đình.
Thiếu máu cục bộ cấp tính của các cấu trúc này cũng có thể là một nguyên nhân quan trọng, đặc biệt là ở trẻ em, viêm dây thần kinh tiền đình có thể xảy ra trước các triệu chứng của cảm lạnh thông thường. Tuy nhiên, cơ chế gây bệnh vẫn không được khẳng định chắc chắn.
Điều này cũng có thể được đưa ra bởi những thay đổi áp lực như những người có kinh nghiệm trong khi bay hoặc lặn biển.